# Anhalter (Apfel)

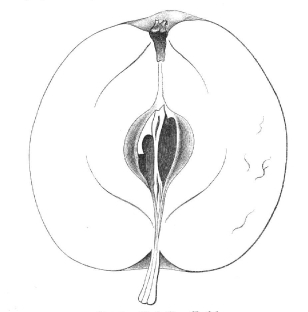
Schnittzeichnung des Anhalter-Apfels aus den Pomologischen Monatsheften, 1900

Der Anhalter  ist eine alte Sorte des Kulturapfels, die vermutlich ursprünglich aus dem hessischen Taunus (Hessen-Nassau) stammt. Wahrscheinlich wurde sie von Johann Ludwig Christ in Kronberg aus Samen gezogen, weshalb sie früher auch als Christ's Wildling bezeichnet wurde. Der Anhalter wurde häufig  auch Anhänger genannt.
Der Anhalter war vor allem in Hessen und Nassau verbreitet, wo er als Mostapfel geschätzt wurde. In diesen Gebieten ist die Sorte heute noch vereinzelt auf Altbäumen im Streuobst zu finden, gilt aber als gefährdet, da sie selten neu angepflanzt wird. Der Baum ist robust und starkwüchsig, wodurch er sehr groß wird und besonders langlebig ist. Der Anhalter wird als Wirtschafts- und Mostapfel verwendet.
Die Namen Anhalter und Anhänger wurde früher häufig auch für verschiedene Apfelsorten verwendet, die besonders windfest waren und deshalb lange am Baum hingen.  So wurde der Name Anhalter auch als Synonym für den Rheinischen Bohnapfel gebraucht. Die Sorten Anhalter und Rheinischer Bohnapfel sind aber nicht identisch.
Die Sorte wurde 2015 zur Hessischen Lokalsorte des Jahres durch die Landesgruppe Hessen des Pomologen-Vereins e. V. benannt. Es soll auf alte, erhaltenswerte Obstsorten in Hessen aufmerksam gemacht werden. Dabei werden jedes Jahr entsprechende Aktionen und Öffentlichkeitsarbeit durchgeführt, wie Pflegemaßnahmen an Altbäumen, Reisergewinnung und Abgabe an Baumschulen, Pflanzaktionen sowie Vorträge und Ausstellungen.